# Ả
Cette page contient des caractères spéciaux ou non latins. S’ils s’affichent mal (▯, ?, etc.), consultez la page d’aide Unicode.
Ả (minuscule : ả), appelé A crochet en chef, est une lettre latine utilisée dans l’alphabet du vietnamien comme variante de la lettre ‹ A ›. Elle est composée de la lettre A diacritée d'un crochet en chef.

## Utilisation
- Vietnamien : le ‹ Ả › est un /a/ avec un ton moyen tombant-montant : /a˧˩˧/. Le crochet en chef, indiquant ce ton, se retrouve aussi sur d’autres voyelles.

## Représentations informatiques
Le A crochet en chef peut être représenté avec les caractères Unicode suivants :
- précomposé (latin étendu additionnel)[1] :

| formes    | représentations | chaînes de caractères | points de code | descriptions                              |
| --------- | --------------- | --------------------- | -------------- | ----------------------------------------- |
| capitale  | Ả               | Ả                     | U+1EA2         | lettre majuscule latine a crochet en chef |
| minuscule | ả               | ả                     | U+1EA3         | lettre minuscule latine a crochet en chef |

- décomposé (latin de base, diacritiques) :

| formes    | représentations | chaînes de caractères | points de code | descriptions                                          |
| --------- | --------------- | --------------------- | -------------- | ----------------------------------------------------- |
| capitale  | Ả               | A◌̉                    | U+0041 U+0309  | lettre majuscule latine a diacritique crochet en chef |
| minuscule | ả               | a◌̉                    | U+0061 U+0309  | lettre minuscule latine a diacritique crochet en chef |

Il peut aussi être représenté dans des anciens codages :
- VISCII :
  - capitale Ả : C4
  - minuscule ả : E4